# Demir Demirev
Demir Manolov Demirev –en búlgaro, Демир Манолов Демирев– (31 de agosto de 1984) es un deportista búlgaro que compitió en halterofilia.
Ganó dos medallas de bronce en el Campeonato Mundial de Halterofilia, en los años 2006 y 2007, y dos medallas de oro en el Campeonato Europeo de Halterofilia, en los años 2005 y 2006.
En junio de 2008 dio positivo por metandienona (un esteroide anabólico) junto con otros diez halterófilos búlgaros, y fue suspendido por cuatro años.

## Palmarés internacional
| Campeonato Mundial | Campeonato Mundial              | Campeonato Mundial | Campeonato Mundial |
| Año                | Lugar                           | Medalla            | Categoría          |
| ------------------ | ------------------------------- | ------------------ | ------------------ |
| 2006               | Santo Domingo (Rep. Dominicana) | Medalla de bronce  | 69 kg              |
| 2007               | Chiang Mai (Tailandia)          | Medalla de bronce  | 69 kg              |
| Campeonato Europeo |                                 |                    |                    |
| Año                | Lugar                           | Medalla            | Categoría          |
| 2005               | Sofía (Bulgaria)                | Medalla de oro     | 69 kg              |
| 2006               | Władysławowo (Polonia)          | Medalla de oro     | 69 kg              |